# Marie-José Chombart de Lauwe
Pour les articles homonymes, voir Chombart de Lauwe.
Marie-José Chombart de Lauwe (née Marie-José Yvonne Wilborts), née le 31 mai 1923 à Paris, est une résistante et une sociologue française.

## Biographie
Marie-José Wilborts, qui se fera appeler Marie-Jo, entre en Résistance contre l'occupant nazi et les collaborateurs français dès l'âge de 17 ans, en Bretagne.
Fille de Suzanne, sage-femme et d'Adrien Wilborts, médecin pédiatre à Paris, brûlé par les gaz des tranchées de la Première Guerre mondiale, elle passe ses vacances dans les Côtes-d'Armor, à Bréhat, où vit sa grand-mère paternelle. En 1936, son père prend une retraite anticipée et toute la famille déménage sur l'île de Bréhat. Âgée de 12 ans, Marie-Jo poursuit ses études par correspondance.
Puis vient la « drôle de guerre ». L'adolescente est alors élève en première au lycée de Tréguier.

### Résistance en Bretagne (1940-1942)
Pendant l'été 1940, les troupes allemandes débarquent à Bréhat, et réquisitionnent les maisons. Chez Marie-Jo, on écoute la voix de Londres depuis une radio cachée derrière un tableau. Des Bréhatins se préparent à résister. Les bateaux partent à la rame, les nuits sans lune, pour rejoindre l'Angleterre. En dépit du danger, Marie-Jo commence à transporter des messages : « Malgré mon jeune âge, je ne faisais pas ça naïvement. Les exécutions sont arrivées très vite, le contexte était pesant, nous mesurions les risques. »
À l'automne 1941, elle entreprend des études de médecine à Rennes et se procure un Ausweis (laissez-passer) qui lui permet de circuler en zone interdite vers la côte pour voir ses parents. Elle fait partie de « la Bande à Sidonie » (un réseau d'évasion vers l'Angleterre, qui a des ramifications à Tréguier, Lannion, Perros-Guirec et Paimpol, animé par Jean-Baptiste Legeay, religieux et enseignant des écoles chrétiennes) créée par sa mère et ensuite intégrée au réseau « Georges France 31 » lié à l'Intelligence Service britannique. Glissés dans ses cahiers d'anatomie, les plans de défense côtière passent au nez et à la barbe de l'ennemi. Ils sont ensuite acheminés jusqu'aux Alliés, en Angleterre.
À Rennes, les membres du réseau se donnent rendez-vous au café de l'Europe et de la Paix. En 1941, les résistants de la côte sont arrêtés. Le groupe rennais tient encore. Mais le nouvel agent de liaison, « Georges », est un agent double travaillant pour l'Abwehr. Il infiltre les résistants et les dénonce. Marie-Jo est arrêtée, le 22 mai 1942, chez sa logeuse. Devant la maison, une traction noire l'attend. Elle a juste le temps d'écrire un mot sur la table de la cuisine : « Je suis arrêtée. Prévenir famille et amis ».
Emprisonnée par l'armée allemande à Rennes, puis à Angers. Elle y retrouve ses parents et onze autres membres de son réseau de renseignements et d'évasions, également arrêtés.

### Déportation à Ravensbrück
Elle est ensuite transférée à la prison de la Santé pour être interrogée par la Gestapo. Elle côtoie Marie-Claude Vaillant-Couturier et réussit à communiquer par les toilettes en ciment avec sa voisine de cellule France Bloch-Sérazin âgée de 29 ans, résistante, communiste et juive fabriquant des explosifs pour le groupe de Raymond Losserand. Elle est ensuite emmenée à la maison d'arrêt de Fresnes.
Marie-Jo est condamnée à mort, peine commuée en déportation NN (nuit et brouillard). Le train part de la gare de l'Est à Paris le 26 juillet 1943 avec sa mère Suzanne et 56 autres femmes françaises NN en wagon cellulaire pour le camp de Ravensbrück. Ce groupe de 58 femmes est placé dans le block 32 des NN, considérées comme disparues, sans lettres ni colis.
Marie-Jo travaille dans l'usine Siemens du camp, et confectionne clandestinement de petits cadeaux pour soutenir ses camarades de camp.
Elles furent transférées avec les autres NN le 2 mars 1945 pour Mauthausen, d'où elles seront libérées le 21 avril et évacuées vers la Suisse par la Croix-Rouge internationale à la suite d'une négociation entre Himmler et le comte Folke Bernadotte pour le compte de la Croix-Rouge suédoise et de l'opération des « bus blancs ».
Son père, déporté à Buchenwald meurt le 24 février 1944.

#### Kinderzimmer de Ravensbrück
En été 1944, elle est affectée à la Kinderzimmer (la chambre des enfants), le block 11.
Les naissances d'enfants au camp étaient devenues incontrôlables en 1944 (auparavant les mères mouraient avant l'accouchement ou bien les bébés étaient tués) et c'est pourquoi la Kinderzimmer fut créée afin de s'occuper des nouveau-nés avec la débâcle allemande de 1944. C'est une pièce avec deux lits de deux étages superposés ; jusqu'à 40 bébés y sont couchés en travers des châlits. Ni hygiène, ni couches, ni biberons, ni tétines ; la solidarité du camp apporte un peu de linge, des petites bouteilles et du lait mais n'évite pas la mort de presque tous les enfants. Sur 500 naissances consignées à Ravensbrück, 31 enfants nés pour la plupart un peu avant la libération du camp ont survécu .
Il est difficile de dire combien d'entre eux sont nés en déportation, mais les travaux entrepris par la Fondation pour la mémoire de la déportation (FMD) ont pu recenser 23 enfants français nés à Ravensbrück, dont seulement trois ont survécu : Sylvie Aymler (née en mars 1945), Jean-Claude Passerat (né en novembre 1944) et Guy Poirot (né en mars 1945).
Marie-Jo assiste également à la stérilisation des femmes tsiganes et aux expérimentations médicales menées par les médecins nazis sur les jeunes résistantes polonaises du block 32 des NN. À la Libération, Marie-Jo témoignera contre Fritz Suhren, commandant du camp de Ravensbrück de 1942 à 1945, et poursuivi pour crimes contre l'humanité.

### Lutte pour les droits de l'Homme et de l'enfant
Revenue des camps de la mort, par la Suisse et Annemasse, elle arrive à Paris le 1er mai 1945, s'enregistre à l'hôtel Lutetia, puis retourne à Bréhat. Elle se reconstruit et reprend ses études de médecine. Elle se marie avec Paul-Henry Chombart de Lauwe. De leur union sont nés quatre enfants, Marie, Noëlle, Jean-Marie et Pascal. Elle redevient militante avec la lutte contre la torture pendant la guerre d'Algérie. En 1954, elle entre au CNRS et travaille avec Georges Heuyer, chef de service de pédopsychiatrie à l'hôpital de la Salpêtrière.
Adhérente de la Ligue des droits de l'homme, elle fait partie de la présidence collégiale de la Fédération nationale des déportés et internés résistants et patriotes (FNDIRP) et depuis 1996 assure la présidence de la Fondation pour la mémoire de la déportation, à la suite de Marie-Claude Vaillant-Couturier.

### Œuvre sociologique
Avec son mari Paul-Henry Chombart de Lauwe, Marie-José participe aux travaux de sociologie du Centre national d'ethnologie.
Elle développe en particulier deux champs de recherche : les femmes et, surtout, les enfants. Ces travaux dans ce second domaine sont écrits deux décennies avant l'émergence des études sur l'enfance.

## Distinctions
- Grand-croix de la Légion d'honneur en 2012[9] ; Grand officier en 2008[10]
- Médaille de la Résistance française (décret du 31 mars 1947)[11]

## Hommages
Depuis 2011, un collège porte son nom à Paimpol, en Côtes-d'Armor.
Une crèche à Argenteuil porte également son nom.
Une rue nouvelle porte son nom d’épouse dans la ville de Limours (91).

## Ouvrages
- Avec Paul-Henry Chombart de Lauwe, Michèle Huguet... [et al.], La femme dans la société : son image dans différents milieux sociaux, Centre national de la recherche scientifique, 1963
- Un monde autre : l'enfance : de ses représentations à son mythe, Payot, 1971
- Sous sa direction, Espaces d'enfants : la relation enfant-environnement, ses conflits, Centre d'ethnologie sociale et de psychosociologie, 1976
- Toute une vie de résistance, Éditions Graphein / FNDIRP, 1998  (ISBN 2-910764-13-3)
- Livre-Mémorial des déportés de France arrêtés par mesure de répression et dans certains cas par mesure de persécution 1940-1945, Éditions Tirésias, 2004  (ISBN 2-915293-05-8)
- Résister toujours, Mémoires, Éditions Flammarion, 2015  (ISBN 978-2-0813-6017-4)[14]
- Avec Philippe Bonnin, Marie Mayeur, Martine Perrot, Martin de la Soudière (1976), Enfant en-jeu, éditions du CNRS.
- In der Santé - das Urteil. Bericht von Marie-José Chombart de Lauwe, in: Hans Zorn (Hrsg.): France Bloch Sérazin. Lebensstationen einer französischen Widerstandskämpferin, Hamburg 1986, Konkret Literatur Verlag, S. 65-74.   (ISBN 3-922144-60-8).
- La Nouvelle Droite in Francia, le sue origini nell'estrema destra, i suoi legami con la destra liberale. Filiazioni e conflitti, dans Nuova destra e cultura reazionaria negli anni ottanta, Atti del Convegno - Cuneo 19-21 novembre 1982, Notiziario dell'Istituto storico della Resistenza in Cuneo e provincia, n.23, 1983.147-164